# Яків Дов Блайх
Я́ків Дов Бла́йх (*19 жовтня 1964, Нью-Йорк) — головний Рабин Києва та України, президент Об'єднання юдейських релігійних організацій України (ОЮРОУ).

## Біографія
Народився 19 жовтня 1964 р. в Нью-Йорку, громадянин США.
Богословську освіту здобув у єшивах США та Ізраїлю.
У 2005 р. закінчив бізнес-школу Гарвардського університету за спеціальністю «Управління недержавними неприбутковими організаціями».
В 1989 р. переїхав із сім'єю в Україну, почав працювати рабином у Головній хоральній синагозі Києва.
В 1990 році призначений на посаду головного рабина Києва та України. У цьому ж році сприяє відкриттю першої єврейської школи та дитячого садочка на території України. У 1990—1991 школа працювала як недільна школа на пароплаві з вивченням єврейської мови та традицій. У 1991 році школа та дитячий садочки отримали будівлі та почали свою діяльність у якості офіційно зареєстрованих навчальних закладів, у 1998 році переформотовані у гімназію-інтернат № 299, згодом у 2016 у навчально-виховний комплекс № 299 з поглибленим вивченням єврейської мови та традицій.
Наприкінці 1992 р. заснував Об'єднання юдейських релігійних організацій України (ОЮРОУ).
З 1996 р. — член виконавчого комітету Всесвітнього єврейського конгресу.
В 1998 році обраний президентом ОЮРОУ, а в 1999 р. — головою ради рабинів Єврейської конфедерації України, яка є офіційним членом багатьох міжнародних єврейських організацій.
У 2001 році обраний віце-президентом Європейського єврейського конгресу та віце-президентом Європейської ради єврейських організацій та громад. У 2018 році обраний Головуючим у Всеукраїнській Раді Церков і релігійних організацій.
У 2002 році спільно з меценатами відкрив Велику хоральну синагогу Києва після реставрації.
У 2007 при єврейській громаді у підпорядкуванні Якова Дов Блайха було відкрито центр єврейської освіти ім. Шифріна, згодом у 2012 було на території комплексу синагоги відкрито готель для паломників, у приміщенні якого згодом розмістились мікве)(ритуальний басейн), ресторан кошерної кухні та кошерна піцерія.
З 2017 року — член Наглядової ради Меморіального центру Голокосту «Бабин Яр».
Одружений, має восьмеро дітей.

## Громадська позиція
У 2016 році висловив солідарність з кримськими татарами.
У червні 2018 записав відеозвернення на підтримку ув'язненого у Росії українського режисера Олега Сенцова
У серпні 2019 спільно з Святославом (Шевчуком) та Епіфанієм (Думенко) провів молебень за членами ОУН на єврейському кладовищі Самбора.
2021 року взяв участь у зборі підписів Меморіальним центром Голокосту «Бабин Яр».